# NGC 472
NGC 472 (również PGC 4833 lub UGC 870) – galaktyka soczewkowata (S0-a), znajdująca się w gwiazdozbiorze Ryb. 
Odkrył ją Heinrich Louis d’Arrest 29 sierpnia 1862 roku. Według ustaleń z 2015 roku jest bardzo prawdopodobne, że obiekt NGC 468, zaobserwowany przez Johna Herschela 22 listopada 1827 roku, to pierwsza obserwacja tej galaktyki; ze względu na błędną pozycję podaną przez odkrywcę do tej pory za NGC 468 uznawano galaktykę PGC 4780.